# Postproduktion
Postproduktion (ibland efterbearbetning, efterproduktion, efterarbete; engelska Post Production) innefattar det arbete som sker sedan råmaterialet till en film är inspelat, till exempel klippning, vitbalansering, ljuddesign, ljudeffekter, tramp och visuella effekter. 
Till postproduktionen hör också för- och eftertexter, upprättande av dialoglista (engelska post production script), samt översättning och undertextning. Vid större produktioner utses för efterbearbetningen en särskild postproduktionsproducent.